# スイミー (曲)
『スイミー』は、日本の音楽グループEvery Little Thingの31枚目のシングル。2006年8月30日に発売された。

## 解説
2000年発売の15thシングル『Rescue me／Smile Again』以来となる、7thアルバム『Crispy Park』アルバムからのリカットシングル。当初はデビュー10周年記念として『Crispy Park』と共に2006年8月9日に発売される予定だったが、制作上の都合で3週間遅れて8月30日に変更となった。
元々アルバム用の曲だったため、シングルでの発売予定はなかった。
本項では後年のカバー曲『まだスイミー』も記述する。

## 収録曲
1. スイミー
（作詞：持田香織 / 作曲：早川大地（東京エスムジカ） / 編曲：中村康就 & Every Little Thing）
関西テレビ・フジテレビ系火曜22時ドラマ『結婚できない男』主題歌
2. スイミー (akakage's sweetest beach)
リミックス：akakage
3. スイミー (Instrumental)

## 楽曲の収録アルバム
スイミー
- 『Crispy Park』
- 『Every Best Single 〜COMPLETE〜』
- 『Every Best Single 2 〜MORE COMPLETE〜』
- 『Every Best Single 2 〜laTe period〜』

## まだスイミー
「まだスイミー」と題して持田香織がセルフカバーし、2019年10月8日に配信リリースされた。

### 解説（まだ）
「スイミー」が主題歌に採用されたテレビドラマ『結婚できない男』の13年ぶりの続編となる『まだ結婚できない男』の制作にあたり、「『結婚できない男』といえば“スイミー”」と主演の阿部寛からの主題歌続投の熱望を受けて制作スタッフが持田へソロとしてのセルフカバーをオファー。主人公の時間経過やドラマの放送時期が秋口であることなどを反映しつつ歌詞の一部を書き換え、クラムボンのミトによる明るくキラキラしたサウンドアレンジによって仕上げられている。
なお、配信開始日は『まだ結婚できない男』の初回放送日である。

### 収録曲（まだ）
1. まだスイミー
作詞：持田香織 / 作曲：早川大地（東京エスムジカ） / 編曲：ミト（クラムボン）
カンテレ・フジテレビ系火曜9時ドラマ『まだ結婚できない男』主題歌